# Фёдор Михайлович (князь белозерский)
Фёдор Миха́йлович (около 1286 — 1314) — князь Белозерский (1293—1314).
Сын князя Михаила Глебовича и младшей дочери Фёдора Ростиславича Чёрного. В 1293 году, после смерти отца, занял княжеский престол. В 1302 году женился в первый раз на дочери некоего Вельбласмыша (возможно, имеется в виду Ильбасмыш, сын хана Тохты), в Орде, а в 1314 году — на дочери Дмитрия Жидимирича, предположительно новгородского боярина.

Никаких других известий об этом князе до нас не дошло. Родословные, хотя и не все, считают Фёдора Михайловича бездетным.